# Бейсце (гмина)
Бейсце (пол. Bejsce) — сельская гмина (волость) в Польше, входит как административная единица в Казимежский повет, Свентокшиское воеводство. Население — 4362 человека (на 2004 год).

## Демография
| Перепись                       | Всего   | Всего | Женщины | Женщины | Мужчины | Мужчины |
| ------------------------------ | ------- | ----- | ------- | ------- | ------- | ------- |
| Единицы                        | человек | %     | человек | %       | человек | %       |
| Население                      | 4362    | 100   | 2201    | 50,5    | 2161    | 49,5    |
| Плотность населения (чел./км²) | 75,5    | 75,5  | 38,1    | 38,1    | 37,4    | 37,4    |

## Соседние гмины
1. Гмина Казимежа-Велька
2. Гмина Кошице
3. Гмина Опатовец

## Палеогенетика
В 2005–2008 годах в Гродовицах была обнаружена большая часть раннесредневекового кладбища X—XII веков с 35 могилами на стоянке 1. Большинство умерших были захоронены в прямоугольных могильных ямах с закругленными углами. В большинстве могильных ям не было никаких признаков использования дополнительных конструкций внутри могил. Умерших обычно хоронили головой на запад, лежа на спине, вытянув руки вдоль тела. Исследование митохондриальной ДНК 13 образцов с кладбища в Гродовице, датируемых средневековым периодом (XI–середина XIII века) выявило почти весь диапазон западно-евразийских митохондриальных макрогаплогрупп: H, J, U (H2a2a1 (n=3), H8, H107, J, J2a1a1 (n=2), U2e1h, U5a1 (n=2), U7). Один образец принадлежал к азиатской митохондриальной гаплогруппе G2a5. Анализ общих гаплотипов (SHA) показал, что средневековое население из Гродовице разделяет большинство гаплотипов со средневековым населением из контактных зон сегодняшних Словакии и Хорватии (53,85%), а также с венгерскими завоевателями Паннонии (46,15%).